# Хэмм, Эд
Эдвард Бартон Хэмм (англ. Edward «Ed» Barton Hamm; 13 апреля 1906, Лонок, Арканзас — 25 июня 1982, Олбани) — американский легкоатлет (прыжок в длину, бег на короткие дистанции), чемпион летних Олимпийских игр 1928 года в Амстердаме, рекордсмен мира.

## Биография
Хэмм учился в Технологическом институте Джорджии. Он хотел играть в американский футбол, но спортивный директор решил, что Хэмму лучше даётся лёгкая атлетика. Поэтому Хэмму пришлось бегать на 100 и 220 ярдов и прыгать в длину. В 1927 и 1928 годах, во время учёбы в университете он дважды становился чемпионом Национальной ассоциации студенческого спорта (NCAA) в прыжках в длину. В 1928 году на чемпионате Ассоциации американских университетов (AAU) он установил мировой рекорд, прыгнув на 7,90 м.
На летней Олимпиаде в Амстердаме Хэмм стал олимпийским чемпионом, совершив прыжок на 7,73 м и опередив гаитянина Сильвио Катора (7,53 м) и своего соотечественника Эла Бэйтса (7,40 м).
После окончания университета в 1928 году он несколько лет работал тренером по лёгкой атлетике команды «Rambling Wrecks». Впоследствии он стал руководителем отделения компании «Кока-кола» на Западном побережье США и на Аляске. В 1971 году Хэмм был введён в Зал спортивной славы штата Арканзас.